# Атанасиос Германидис
Атанасиос (Танасис) Йоаниди Германидис (на гръцки: Αθανάσιος Ιωάννη Γερμανίδης) е гръцки политик от Коалицията на радикалната левица.

## Биография
Роден е в 1951 година в леринското село Махала. Завършва Факултета по физика и математика на Атинския университет. Работи като гимназиален учител. От 1978 до 1988 година е член на Комунистическата партия на Гърция. След това е член на Коалицията на левите движения и екологията (Синаписмос). Секретар е от Коалицията на ном Лерин в продължение на 18 години. Четири години е член на демовия съвет на дем Лерин, а две години е негов председател. На изборите на 17 юни 2012 г. е избран за депутат от Лерин.